# Chrístos Kóntis
Chrístos Kóntis (en grec moderne : Χρίστος Κόντης), né le 13 mai 1975 à Athènes (Grèce), est un footballeur grec reconverti entraîneur.